# Sergio Robles

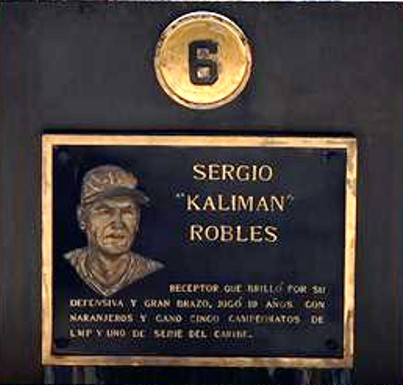
Placa conmemorativa "Sergio Kalimán Robles" en Estadio Hermosillo

Sergio Robles Valenzuela, (6 de abril de 1946, en Magdalena, Sonora) fue un beisbolista profesional, y el 5to sonorense en las grandes Ligas que jugó como cácher derecho, con los Naranjeros de Hermosillo, los Diablos Rojos del México y con Dodgers de los Ángeles. Fue conocido como "Kalimán" Robles.

## Los inicios
Desde niño jugó béisbol. A sus 14 años viajó a Tucson Arizona a los entrenamientos de primavera y vio jugar a los Indios de Cleveland y a su ídolo Mickey Mante, campeón jonronero de los Yankees de Nueva York.
En 1966 se contrató con los Internacionales de Nogales en la Liga Norte de México.

## Liga Mexicana del Pacífico (invierno)
Debutó en ésta liga en 1967 con los Naranjeros de Hermosillo. Con ellos fue el único equipo que jugó en ésta liga, por 19 años, hasta 1986. Ganó 5 campeonatos con este equipo. Jugó con otros célebres del Béisbol Mexicano como Héctor Espino, Benjamín "Cananea" Reyes, Celerino Sánchez, Francisco Barrios, Maximino León, y Ángel Moreno.
Jugó 1.016 partidos, pegó 18 jonrones, impulsó 281 carreras en la liga. Es dueño del récord como cátcher de juegos sin cometer error con 55. También de juegos sin passed ball con 78 y cuatro "Guantes de Oro".
Fue en Hermosillo, por el comentarista deportivo Fausto Soto Silva, quien puso el apodo de "Kalimán", por las jugadas y lances que hacia en su desempeño deportivo. En la época circulaba una historieta con ése nombre y como subtítulo era "El Hombre Increíble",  y por ésa razón los nombró de ésa manera.

## Liga Mexicana (verano)
Jugó la primera temporada en 1974 con los Diablos Rojos del México, cooperando a conquistar el campeonato de ése año. También participó en los campeonatos de 1981 y 1985. Jugó 10 temporadas con ellos, habiendo logrado 3 títulos. En 1977 jugó con los Tigres capitalinos. Jugó 875 partidos 5 jonrones y 310 carreras impulsadas.
Posteriormente dirigió a los Rieleros de Aguascalientes en 1987 y 1988. A fines de 1990  y principios de 1991  dirigió a los Piratas de Campeche. También a un equipo de Ciudad Juárez. Luego fue entrenador de receptores.

## Serie del Caribe
Sergio jugó en 7 series del Caribe. En 1971 México asistió por primera vez a ésta Serie celebrada en República Dominicana y Robles era parte del equipo. Sacó a 7 jugadores en su intento de robo de base. Eso hizo que Preston Gómez, mánager de los Padres de San Diego, dijera "Pronto lo veremos en Grandes Ligas", mismo asunto que pronto se cumplió. En 1976 volvió a la Serie y Robles bateó 333, anotó 4 carreras y produjo 3 y, con una excelente defensiva, México y su representante, Naranjeros de Hermosillo obtuvieron el título.
En esta serie, formó parte del Equipo ideal en 1971 y 1976. Allí le apodaron el "Bazooka", por sus tiros a las bases.

## Beisbol en Estados Unidos
"Kalimán" Robles fue firmado por los Dodgers de los Ángeles en 1968. Estuvo en Bakersfield Ca. n 1968, 1969 y 1970. Jugó en juego de All Star de California en 1969. En 1971 estuvo con Tommy Lasorda en Spokane Wa. Fue intercambiado a los Orioles de Baltimore y debutó el 7 de agosto de 1972 con un hit en su primer turno de bateo. Ahí bateó .200 y lucharon por el banderín divisional contra los Atléticos de Oakland donde perdieron. Repitió la siguiente temporada con los Orioles y participó en 8 juegos y bateó de 13-1, por lo que ya no fue elegible. Pero su fildeo y el brazo era su fuerte. Estuvo con los Red Wings de Rochester, los Tulsa Oilers. Luego fue transferido a los Cardenales de San Luis para luego ser transferido a los Dodgers de nuevo.
Sustituyó a Steve Yeager, tras un pelotazo y perforación del esófago. Bateó 2 de 21. No cometió error alguno en 70 entradas. Tuvo dos pases y uno le robó la base.

## Reconocimientos y últimos años
En 1987 se retiró como jugador. Inició como entrenador y manejador.
En 2006 Fue electo al Salón de la Fama del Beisbol de México.
Los Naranjeros retiran el número 6 del equipo a manera de honra a su trayectoria, al igual que otros inmortales. Afuera del estadio de los Naranjeros pusieron una placa conmemorativa con su nombre.
Forma parte del Pabellón de la Serie del Caribe. 
Los Dodgers lo agregaron a su lista de 40 nombres junto con Steve Garvey y Ron Cey.
En 2013 estuvo como buscador de Talentos.
En 2018 instalan estatua conmemorativa a su carrera en las afueras del estadio de Béisbol "Padre Kino" de su natal Magdalena.

## Vida Familiar
Fue hijo de José María Robles Otero y María Valenzuela Casanova. Se casó con Patricia Guerrero y tuvo 3 hijos.